# الجبانة (السبرة)

تعديل مصدري - تعديل

الجبانة محلة تابعة لقرية الشياعي، التابعة لعزلة عروان بمديرية السبرة إحدى مديريات محافظة إب في الجمهورية اليمنية.، بلغ تعداد سكانها 132 حسب تعداد اليمن لعام 2004.